# Kaisaniemenkatu
Kaisaniemenkatu, (suédois : Kajsaniemigatan)  est une rue du quartier de Kluuvi au centre d'Helsinki en Finlande. 

## Présentation
La rue Kaisaniemenkatu commence au croisement de Kaivokatu et de Mikonkatu et se termine au croisement de Unioninkatu.
Le campus du centre-ville d'Helsinki, la bibliothèque de l'université d'Helsinki et le Kinopalatsi (fi) se trouvent dans la rue Kaisaniemenkatu.

## Galerie

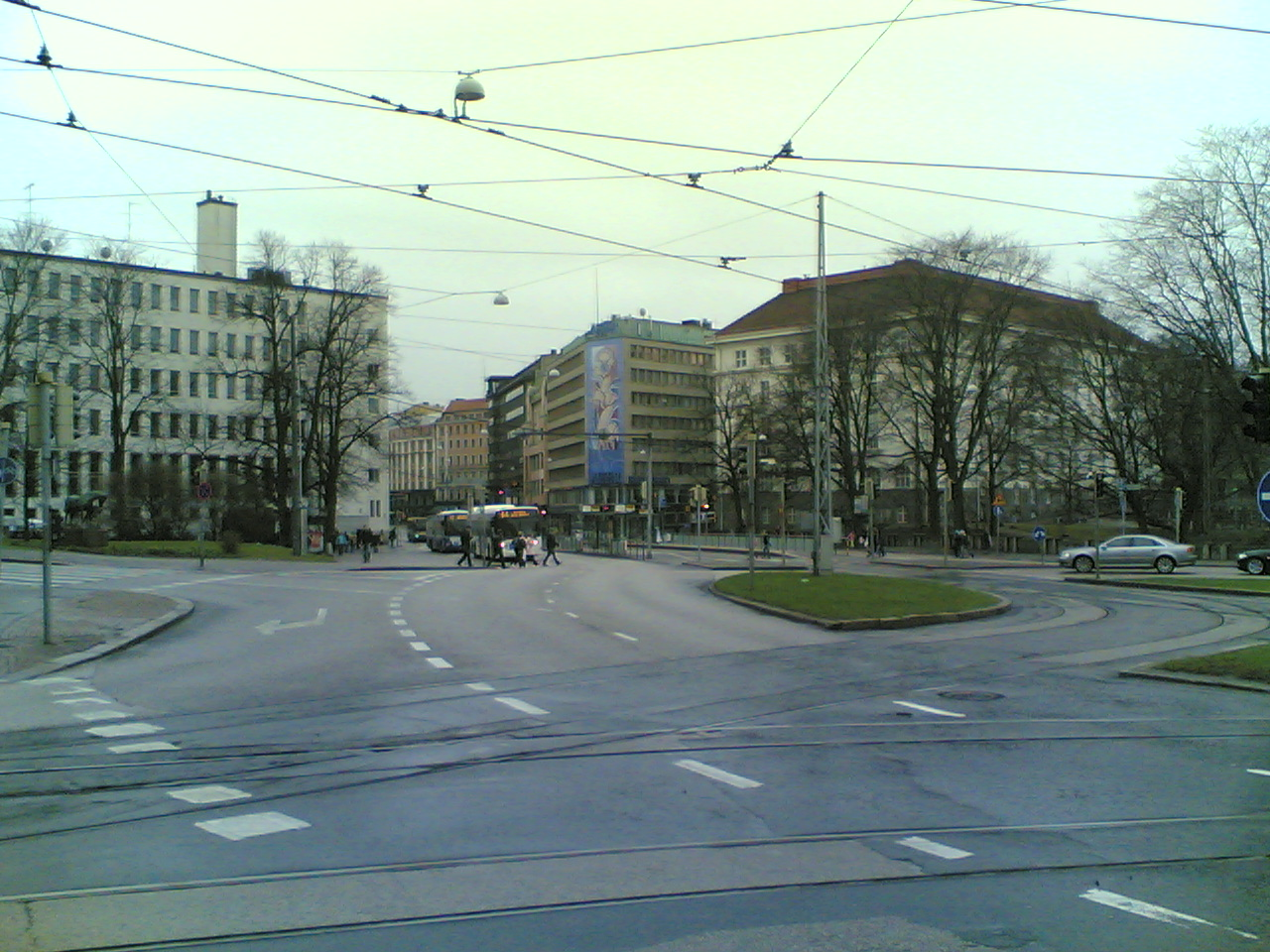
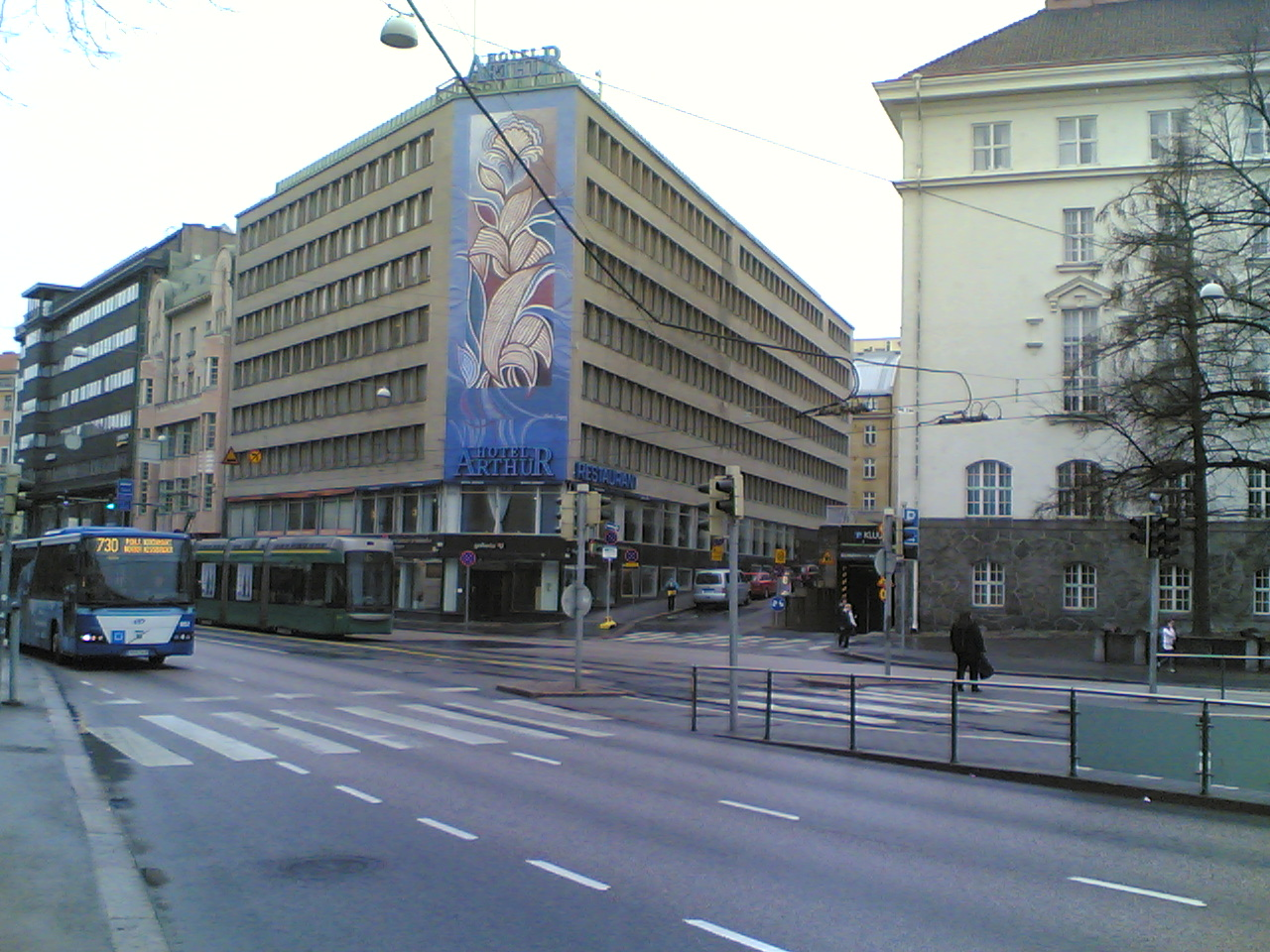
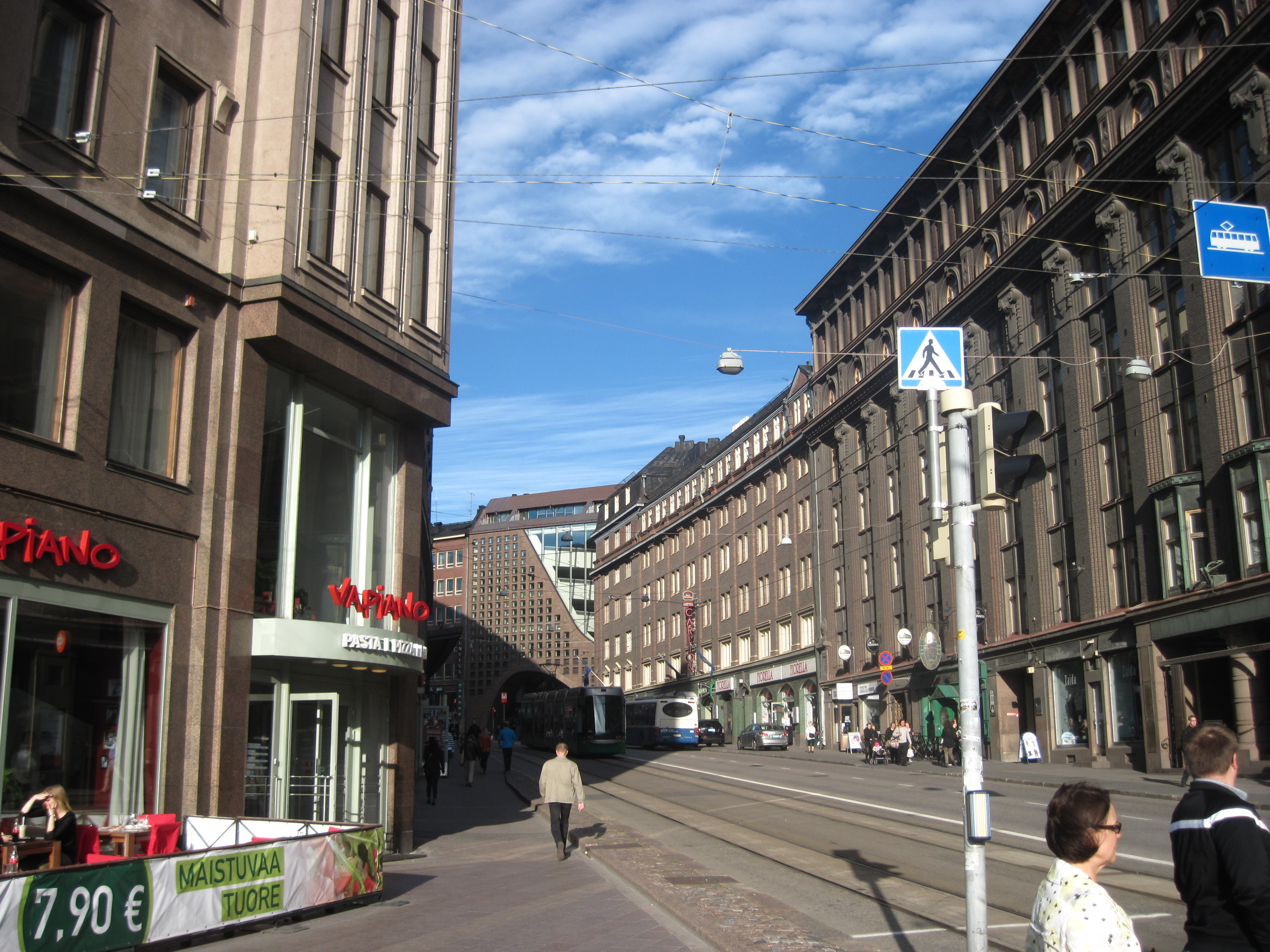
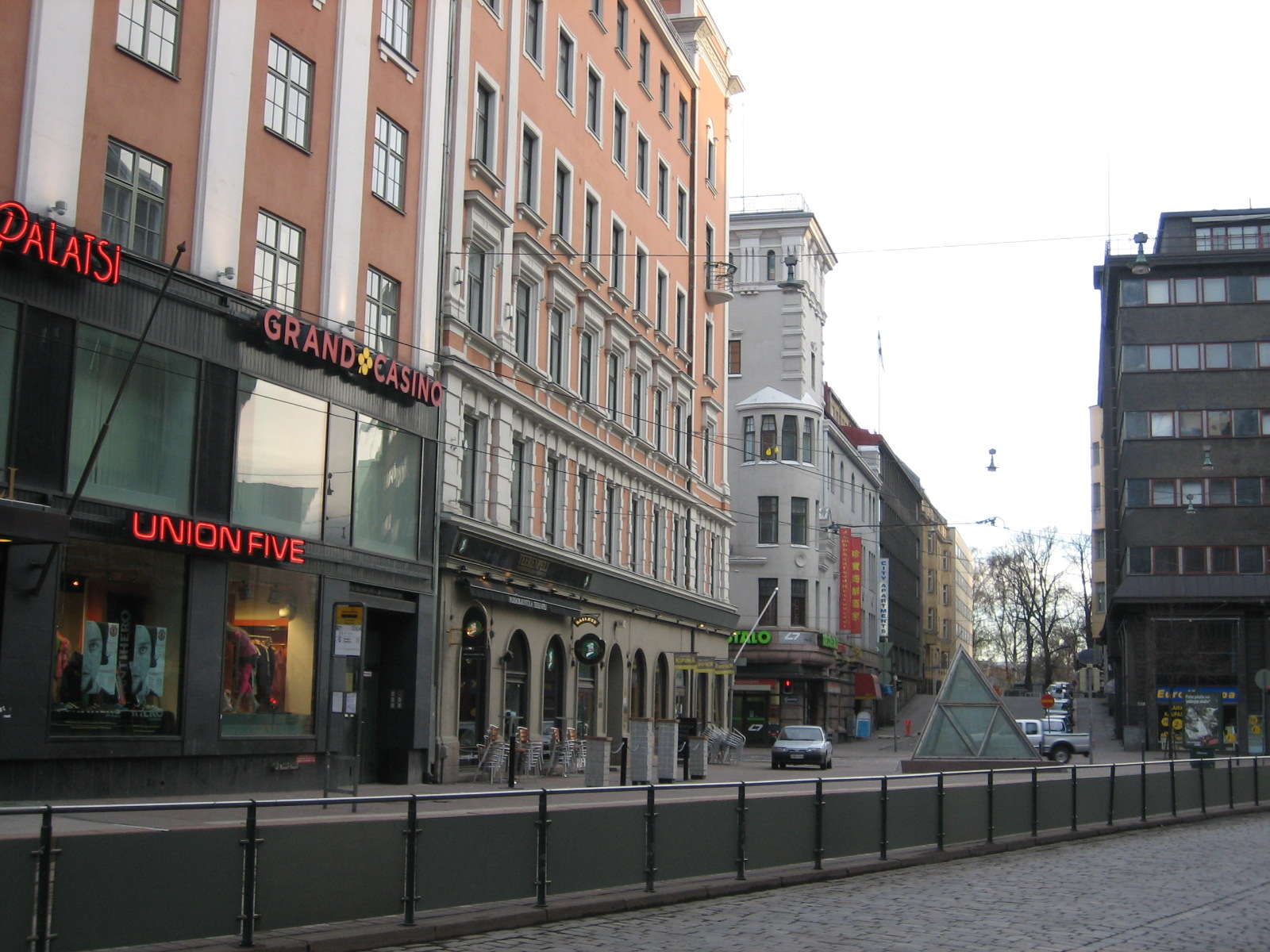
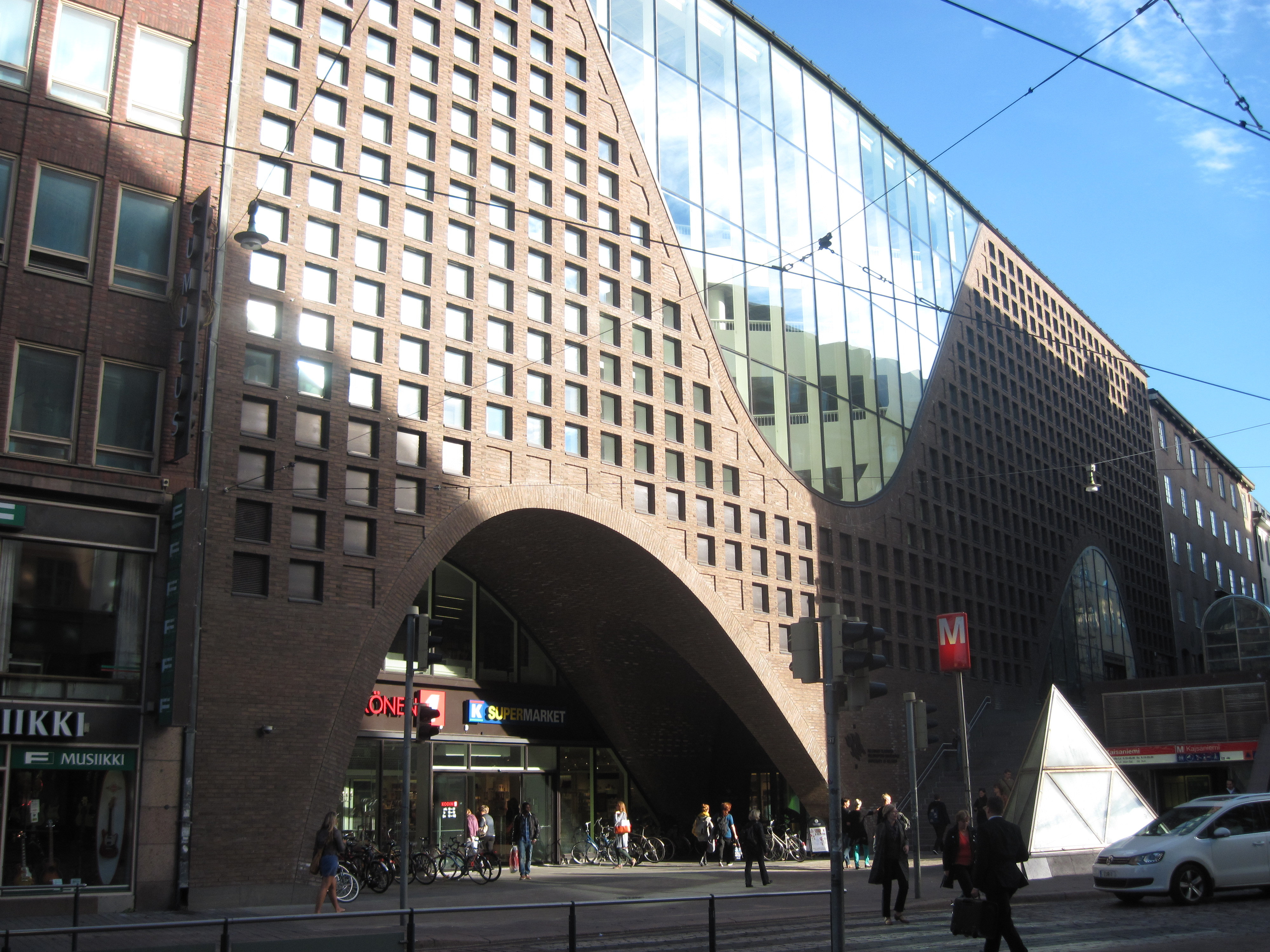
Maison Kaisa